# Likspänning

Symbol för likspänning

Likspänning kallas en spänning som inte ändrar riktning (motsatsen är växelspänning). Om likspänning ansätts över en krets med ändlig resistans börjar kretsen genomflytas av likström. Batterier ger likspänning. De har då bestämda plus- och minuspoler. Likspänning brukar även kallas för en spänning som inte varierar.